# ناصر جلال
ناصر جلال جعفري (مواليد 16 أبريل 1986) هو لاعب كرة قدم قطري يلعب في خط الدفاع.
لعب سابقاً في نادي الخور ونادي الشحانية.